# Stoke Ash
Stoke Ash est un village et une paroisse civile du Suffolk, en Angleterre.